# コロブラーロ
コロブラーロ（イタリア語: Colobraro）は、イタリア共和国バジリカータ州マテーラ県にある、人口約1,200人の基礎自治体（コムーネ）。

## 地理

### 位置・広がり

#### 隣接コムーネ
隣接するコムーネは以下の通り。括弧内のPZはポテンツァ県所属を示す。
- ノエーポリ (PZ)
- ロトンデッラ
- サンタルカンジェロ (PZ)
- セニーゼ (PZ)
- トゥルシ
- ヴァルシンニ